# 죽방멸치
죽방멸치는 '죽방'이라는 대나무로 만든 부채꼴 모양의 말뚝을 통해 생산되는 멸치이며, 남해군의 특산물이다. 일반 멸치처럼 그물로 잡지 않고, 남해안의 청정해역의 빠른 유속에 의해 멸치들이 죽방렴안으로 들어가게 함으로써, 비늘이나 몸체 손상없이 건져올릴 수 있다. 죽방렴 설치와 어장면허가 제한되어 있어 소량만이 생산가능하고, 고영양 플랑크톤이 서식하는 남해안에서 자라 육질이 단단하고 기름기가 적어 비린내가 나지 않는 고급 멸치이다. 
남해 죽방렴자율공동체 김민식(56) 회장은 “죽방멸치는 일정한 크기의 우수한 암놈 멸치만 가려 말리며 불통 속에 잡힌 멸치 가운데 길이 7cm짜리 암놈과 은빛이 영롱하게 감도는 멸치만 엄선한다고 설명한다. 특히 지느러미는 물론이고 멸치 외형이 단 한 곳도 손상되지 않고 자연 그대로를 유지해야 한다. 어민들이 바다 한가운데 설치된 불통에서 육지 건조장까지 옮기는데 멸치에 상처를 주지 않으려고 적은 량을 자주 옮겨야 한다. 